# Daviesia emarginata
Daviesia emarginata là một loài thực vật có hoa trong họ Đậu. Loài này được (Miq.) Crisp miêu tả khoa học đầu tiên năm 1995.